# Algemene Militaire Opleiding

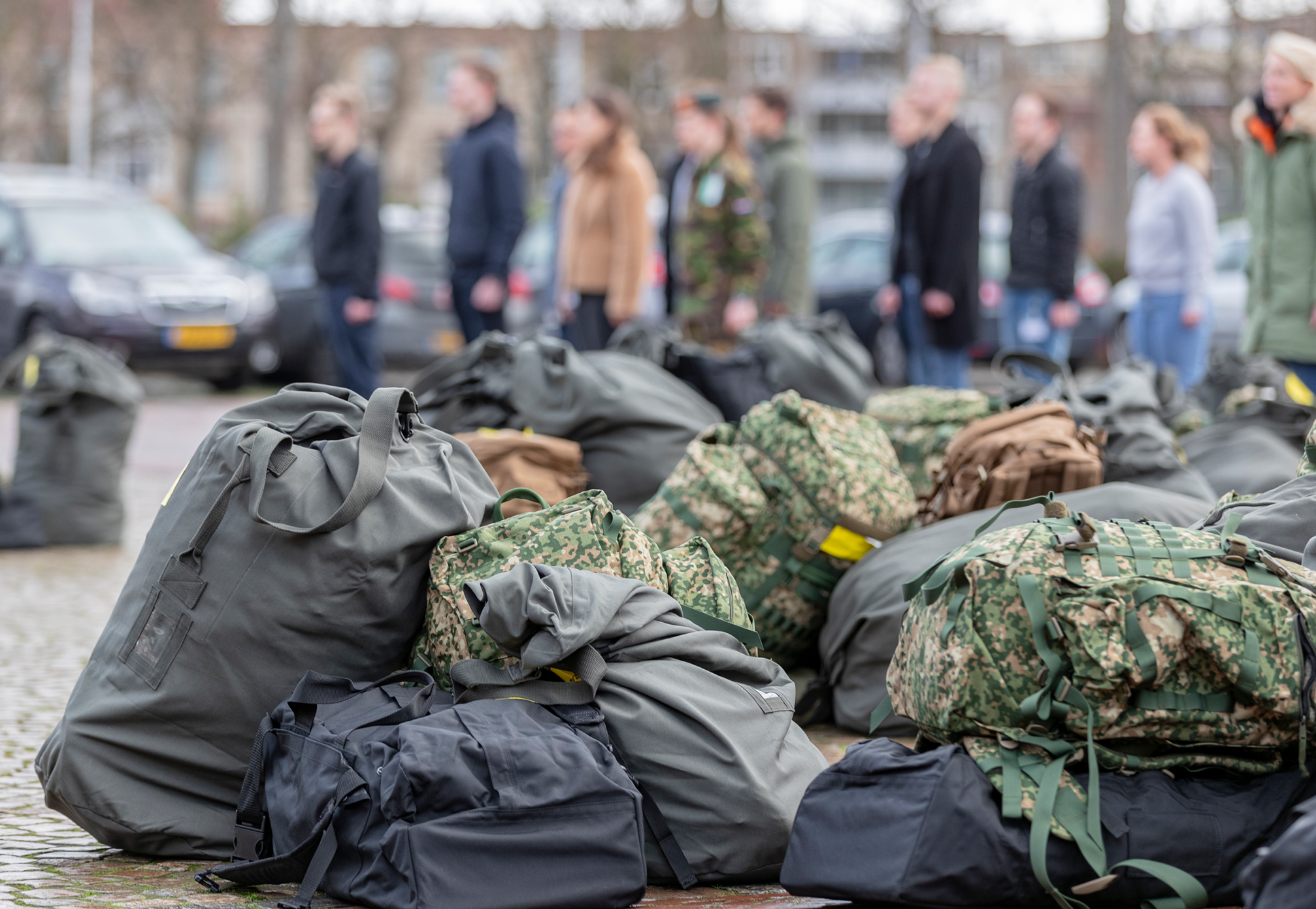
Cadetten op hun eerste dag van hun initiële opleiding.

Algemene Militaire Opleiding (AMO) is een algemene (of bij sommige defensieonderdelen specifieke) benaming voor de initiële opleidingen die iedere Nederlandse militair volgt ter voorbereiding op het werken met een wapen, in een missiegebied, onder levensbedreigende situaties en om te kunnen functioneren in een militaire organisatie. Deze opleidingen worden gevolgd door iedere manschap, onderofficier en reservist bij het krijgsmachtdeel waar hij of zij gaat werken. Officieren volgen hun AMO aan de Nederlandse Defensie Academie (NLDA) van het Defensie Ondersteuningscommando (DOSCO). De duur van de opleiding varieert per krijgsmachtdeel.

## Koninklijke Marine
De initiële opleiding voor manschappen en onderofficieren bij de Koninklijke Marine, de Eerste Maritieme Militaire Vorming (EMMV), duurt 8 weken, gevolgd door een drieweekse vervolgopleiding.

### Mariniers
Alle mariniers van het Korps Mariniers doorlopen de Elementaire Militaire Vorming Mariniers (EMV Marns) op de Van Ghentkazerne in Rotterdam. Onderdelen van de opleiding zijn onder andere het leren denken en werken als een marinier en een amfibische training op de Joost Dourleinkazerne.

## Koninklijke Landmacht
Manschappen en onderofficieren van de Koninklijke Landmacht (uitgezonderd militairen van 11 Luchtmobiele Brigade en het Korps Commandotroepen) volgen hun AMO bij de Scholen Zuid, midden, Noord of de School Initiële vorming Onderofficier van de Koninklijke Militaire School. Tijdens deze initiële opleidingen maakt de militair kennis met verschillende militaire aspecten zoals schieten, exercitie, EHBO en zelfverdediging.
Eind jaren 90 werd er een ingrijpende wijziging doorgevoerd in de AMO zoals deze sinds de afschaffing van de dienstplicht werd gegeven. De opleiding die voor de wijziging drie maanden duurde, zou sindsdien bestaan uit vier modules van vier weken voor burgers. en drie modules voor personeel die al een vooropleiding hadden gedaan zoals het Oriëntatiejaar Koninklijke Landmacht. Dit moest voldoende tijd bieden om alle gewenste onderwerpen in de initiële opleiding te behandelen.
Met het doel om de Koninklijke Landmacht in 2030 volledig gevuld te hebben werd de toenmalige AMO in 2024 vervangen voor de 10 weken durende Basis opleiding Koninklijke Landmacht (BOKL). Deze opleiding heeft als doel de militair enkel de basisvaardigheden bij te brengen. Verdere training wordt georganiseerd door de eenheid waar de militair na de BOKL wordt geplaatst.

### Korps Commandotroepen (KCT)
Commando's volgen voorafgaand aan hun initiële opleiding een KCT informatiedag en de KCT kennismakingsdagen. Vervolgens volgt er een opleiding van ongeveer een jaar en 9 maanden, die bestaat uit:
- de BOKL in Schaarsbergen;
- de Vooropleiding (VO);
- de Elementaire Commando Opleiding (ECO);
- de Voortgezette Commando Opleiding (VCO).[5][8]

### 11 Luchtmobiele Brigade
Militairen die bij 11 Luchtmobiele Brigade aan het werk gaan volgen de Algemene Militaire Opleiding Luchtmobiel (AMOL). Gedurende deze initiële opleiding wordt bepaald welke functie de militair na het voltooien van de AMOL zal gaan vervullen binnen de Brigade (infanterie, verkenning, logistiek of verbindingsdienst).

## Koninklijke Luchtmacht
Bij de Koninklijke Luchtmacht wordt de AMO door manschappen en onderofficieren gevolgd aan de Koninklijke Militaire School Luchtmacht. Deze initiële opleiding duurt 13 weken.

## Koninklijke Marechaussee
Bij de Koninklijke Marechaussee duurt de AMO 12 weken, gevolgd door een Vaktechnische Opleiding van 5 weken.

## Officieren
In het eerste gedeelte van de in totaal 4 tot 5 jaar durende Militair- Wetenschappelijke Opleiding aan de NLDA vindt de initiële opleiding plaats voor officieren. In de Korte Officiersopleiding zijn deze onderwerpen verweven met de gehele officiersopleiding. Daarnaast verzorgd de NLDA ook een Specialistenopleiding voor bijvoorbeeld Artsen en IT'ers.